# Astrid Vockert

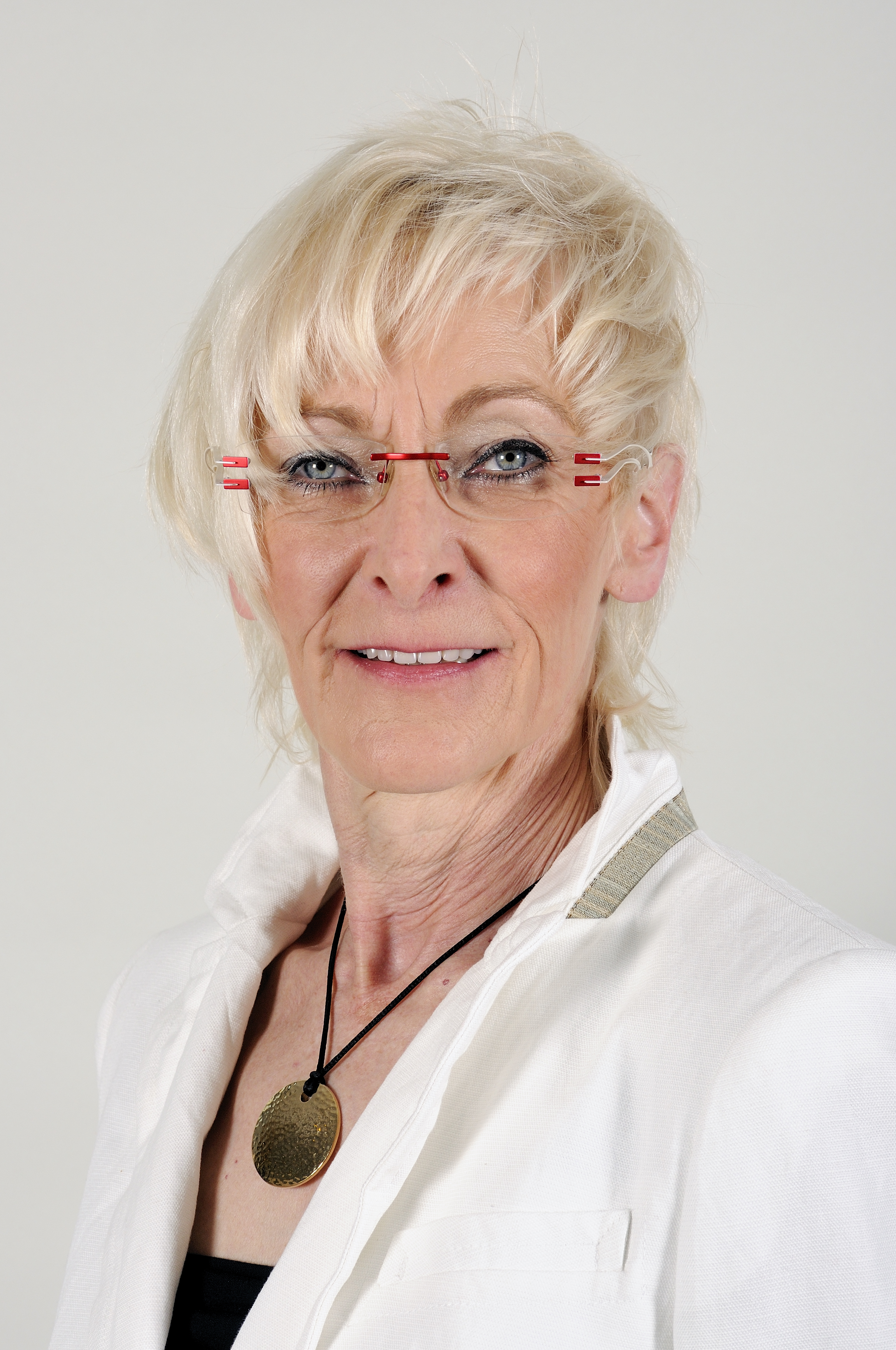
Astrid Vockert (2013)

Astrid Vockert (* 27. November 1956 in Sellstedt, Gemeinde Schiffdorf) ist eine deutsche Politikerin (CDU) und war von 1990 bis 2017 Mitglied des Niedersächsischen Landtags.

## Lebenslauf
Vockert machte ihr Abitur in Bremerhaven. Danach folgte ein Lehramtsstudium für die Sekundarstufe II. Von 1980 bis 1982 war sie Jugendpflegerin in Lunestedt im Landkreis Cuxhaven. Danach folgte 1983 bis 1984 ein Referendariat am Gymnasium Bremervörde. Von 1984 bis 1990 war sie angestellt als Lehrerin und Sozialpädagogin bei der Kreishandwerkerschaft Bremerhaven-Wesermünde.
Neben der parlamentarischen Arbeit war sie Vorsitzende des Landesverbandes der Volkshochschulen Niedersachsen und stellvertretende Vorsitzende des Niedersächsischen Bundes für freie Erwachsenenbildung.

## Politik
Vockert ist seit 1981 Mitglied der CDU. Auf lokaler Ebene ist sie stellvertretende Vorsitzende des CDU-Kreisverbandes Cuxhaven und Vorsitzende der Frauen-Union im Bezirksverband Stade.
Astrid Vockert ist seit 1986 Mitglied des Gemeinderates von Schiffdorf und gehört seit 1991 dem Kreistag des Landkreises Cuxhaven an.
Von 1990 bis 2017 war Astrid Vockert Mitglied des Landtages, von 2003 bis 2013 war sie dessen Vizepräsidentin. Sie vertrat dort den Wahlkreis Unterweser und gehörte dem Kultusausschuss des Parlaments an. Zur Landtagswahl 2017 trat sie nicht wieder an.
Sie ist Mitglied des Präsidiums des Niedersächsischen Städte- und Gemeindebundes und stellvertretende Vorsitzende des Verwaltungsrates der Kreissparkasse Wesermünde-Hadeln sowie Mitglied des Kreditausschusses. Sie ist Vorsitzende des parlamentarischen Beirats des Fördervereins Pro A 22 e. V., in dem sie auch selber Mitglied ist.